# Car Craft Engineering

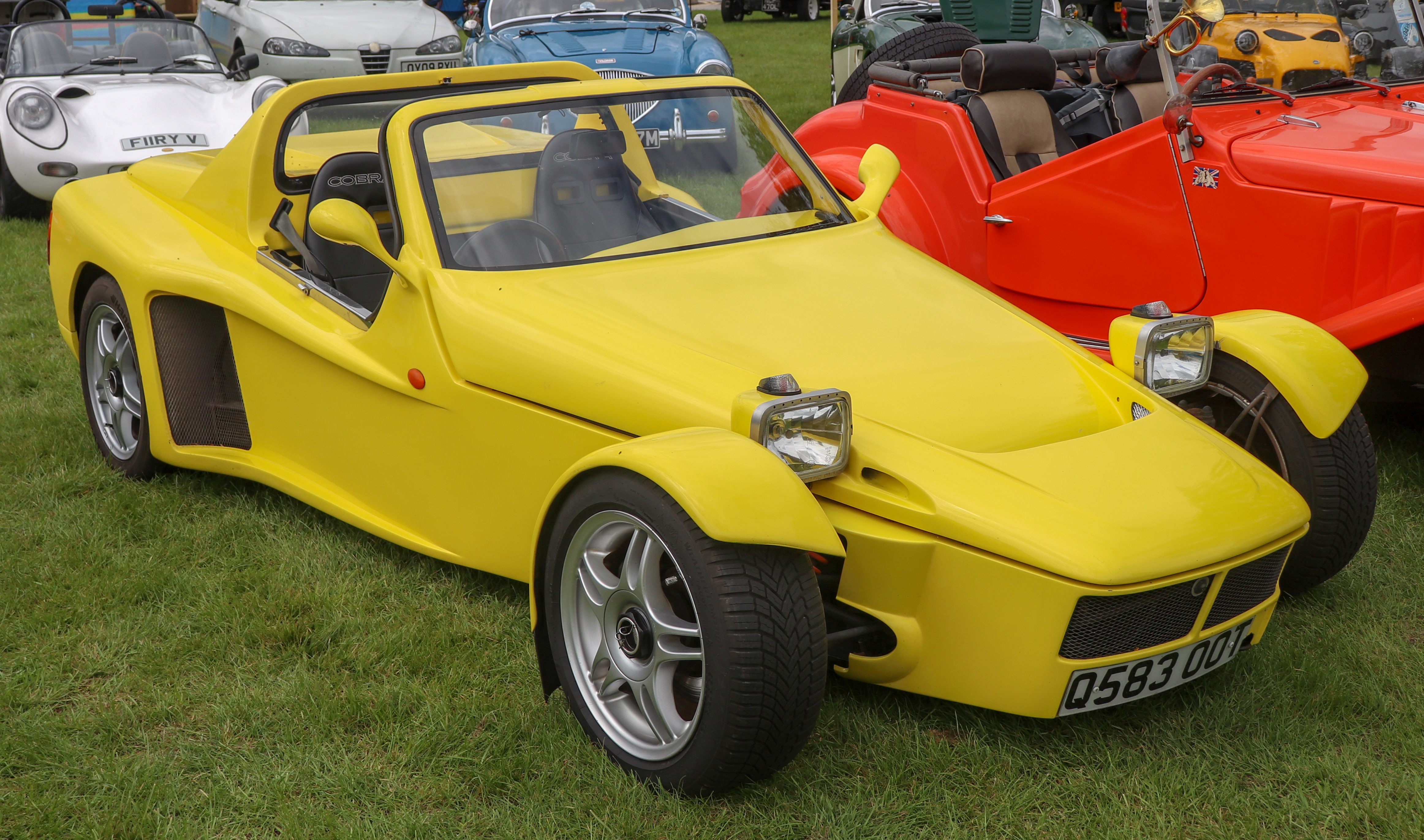
CC Cyclone

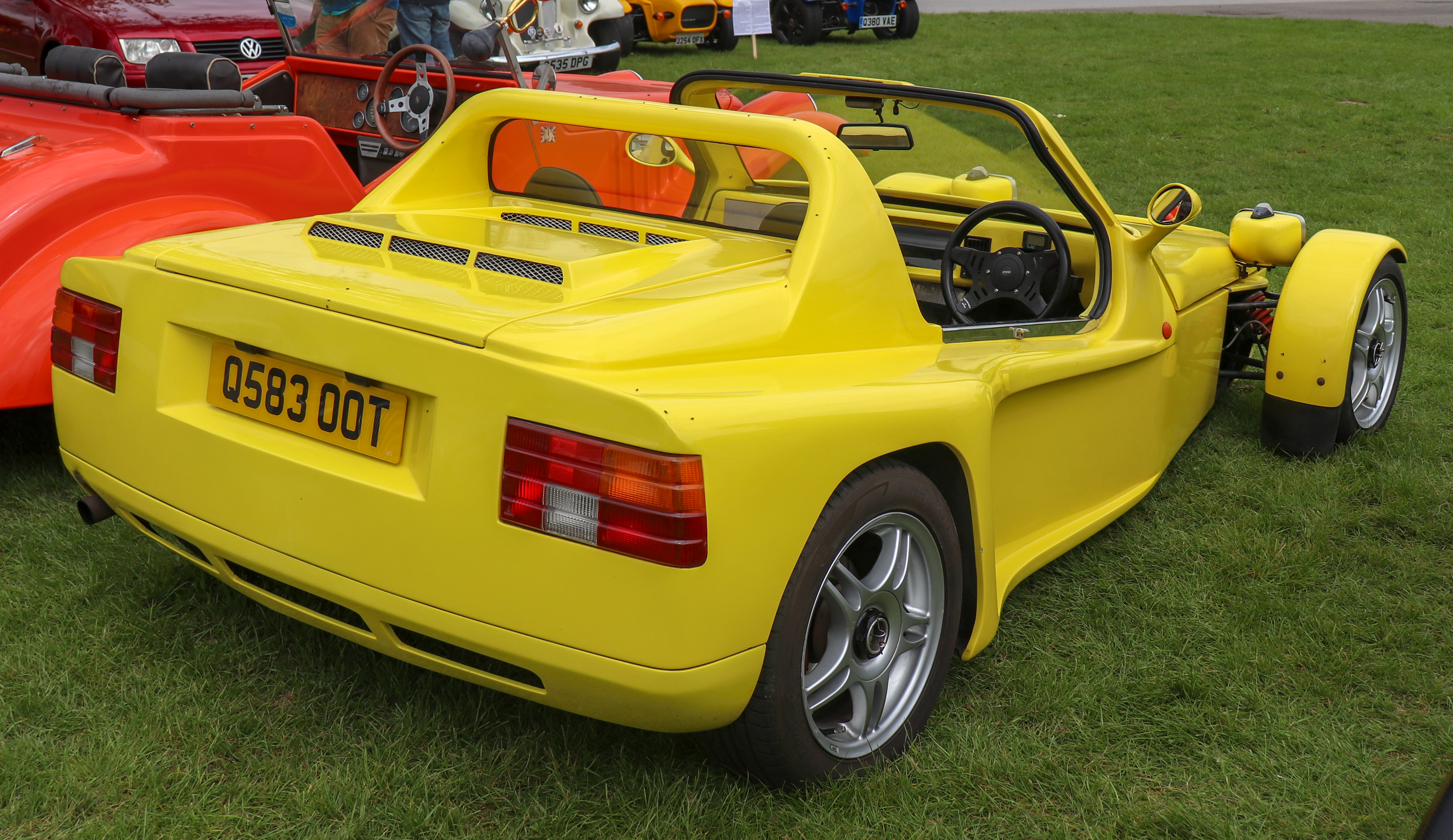
Heckansicht

Car Craft Engineering war ein britischer Hersteller von Automobilen.

## Unternehmensgeschichte
Terry Whiteman und sein Sohn Leigh gründeten 1991 das Unternehmen in Lytham in der Grafschaft Lancashire. Sie begannen mit der Produktion von Automobilen und Kits. Der Markenname lautete CC. 2000 endete die Produktion. Insgesamt entstanden über 30 Exemplare.

## Fahrzeuge
Erstes Modell war der Zero. Die Basis bildete ein Rohrrahmen aus Stahl. Die offene Karosserie bestand größtenteils aus Aluminium-Paneelen, nur die Front und die Kotflügel aus Fiberglas. Viele Teile, so auch der Zweizylindermotor, kamen vom Fiat 126. Zero Engineering setzte die Produktion von 1995 bis 2004 fort. Insgesamt entstanden etwa 21 Exemplare.
1994 folgte der Cyclone. Dies war ein Roadster mit einer Ähnlichkeit zum Lotus Seven. Ein Mittelmotor von Vauxhall Motors, üblicherweise ein Vierzylindermotor mit 2000 cm³ Hubraum und Turbolader, trieb das Fahrzeug an. Lawrence Garside Engineering übernahm 2000 das Projekt, stellte aber im gleichen Jahr die Produktion ein. Dieses Modell fand etwa 32 Käufer.